# Maison Kapidžić
La maison Kapidžić (en serbe cyrillique : Капиџића кућа ; en serbe latin : Kapidžića kuća) est située au centre de Banja Luka, la capitale de la république serbe de Bosnie, en Bosnie-Herzégovine. Construite à la fin du XVIIIe siècle ou au début du XIXe siècle, elle fut la résidence d'un haut dignitaire ottoman. Elle est aujourd'hui inscrite sur la liste des monuments nationaux de Bosnie-Herzégovine.

## Localisation
La maison Kapidžić est située dans le quartier résidentiel de Mejdan (aujourd'hui Obilićevo). À l'ouest, elle est bordée par la rivière Vrbas et à l'est par la rue Vojvoda Pero Kreco.

## Histoire
La maison Kapidžić a été édifiée à la fin du XVIIIe siècle ou au début du XIXe siècle pendant la période ottomane de l'histoire de la Bosnie-Herzégovine. Elle doit son nom à Hadžić Ali-effendi Kapidžić qui l'a achetée en 1920. Hadžić Ali-effendi Kapidžić fut le premier imam militaire de l'armée du royaume de Yougoslavie et le premier signataire de la Résolution des musulmans de Banja Luka qui, lors de la Seconde Guerre mondiale, s'est opposée à la persécution des Serbes de Bosnie et des Juifs par l'État indépendant de Croatie.
En 1931, la poétesse Nasiha Kapidžić-Hadžić est née dans cette maison.

## Architecture
La maison Kapidžić est un konak caractéristique du style balkanique. Le bâtiment est constitué d'un rez-de-chaussée et d'un étage, l'étage étant orné d'un encorbellement.